# Томхей Тмимим
«Томхей Тмимим» (ивр. תומכי תמימים‎; дословный перевод — «поддерживающие цельных (непорочных)») — иешива, созданная Пятым Любавическим Ребе в 1897 году. В «Томхей Тмимим», в отличие от других иешив, еврейскую философию (хасидут) изучают наравне с открытой частью торы (Талмуд, Шулхан арух и т. п.).
На данный момент существует множество отделений этой иешивы во всем мире.